# Semiothisa quadrisignata
Semiothisa quadrisignata är en fjärilsart som beskrevs av Walker 1866. Semiothisa quadrisignata ingår i släktet Semiothisa och familjen mätare. Inga underarter finns listade i Catalogue of Life.